# Hortênsia (oradora)
Hortênsia, filha do cônsul e advogado Quinto Hortênsio Hórtalo, ganhou notoriedade durante o final da República Romana, como um hábil oradora. Ela é mais conhecida por fazer um discurso na frente dos membros do Segundo Triunvirato em 42 a.C.., que resultou na revogação parcial de um imposto sobre as mulheres ricas da Roma antiga.

## A vida

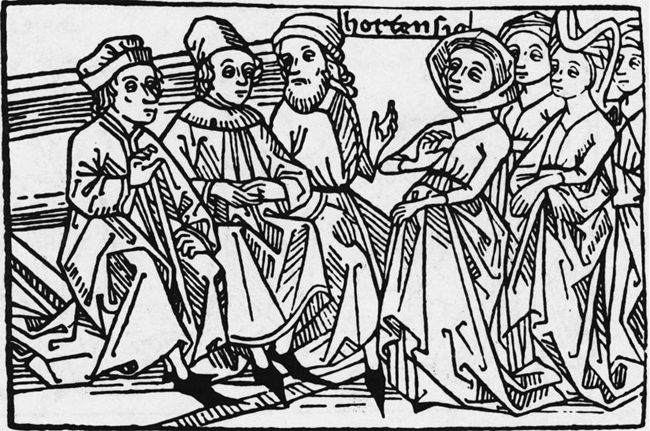
A raiva matrona, liderada por Hortênsia, o endereço triúnviros

Pouco é conhecido sobre a vida de Hortênsia além de sua carreira como oradora. Ela era filha de Quinto Hortênsio (114 - 50 a.C.), e aparentemente de sua primeira esposa Lutácia. Seu pai era bem conhecido entre os Romanos, devido ao seus sermões sobre a história e a lei, e a rivalidade com o colega orador Cícero. Como membro da aristocracia, Hortênsia cresceu em uma família rica, e portanto, teve acesso a literatura grega e a literatura latina, desde jovem. Mais tarde ela se concentrou no estudo da retórica , lendo discursos dos mesmos gostos de seu pai e de oradores grego de destaque.
Hortênsia também é acreditado como tendo  sido casada com seu primo de segundo grau Quinto Servílio Cepião, filho de Quinto Servílio Cepião, o Jovem e o irmão de Catão, o Jovem e Servília; no entanto, ela ficou viúva quando ele morreu em 67 a.C., Ela também tinha uma filha chamada Servília que se casou com outro senador conservador . Seu marido, adotou o filho de sua irmã Marco Júnio Bruto, o Jovem antes de sua morte; assim, Brutus se tornou tecnicamente Quinto Servílio Cepião Juniano por adoção, embora mais tarde ele repudiasse o nome (mas não a riqueza ou o status patrício ) possivelmente por motivos políticos.

## Discurso antes do Segundo Triunvirato
Em 42 a.C., sob o comando de Caio Júlio César Octaviano, Marco Emílio Lépido, e Marco Antônio, Roma estava em guerra contra os assassinos de Júlio César (Décimo Júnio Bruto Albino, Marco Júnio Bruto, o Jovem e Caio Cássio Longino). Para financiar a guerra em curso, os membros do triunviratorecorreram a venda da propriedade dos cidadãos ricos executados por proscrição; no entanto, essa fonte de receita, não se mostrou lucrativa o suficiente, e os três membros do triunvirato decidiram colocar um imposto sobre as 1400 mulheres mais ricas de Roma. As mulheres, indignadas por terem sido tributadas para uma guerra que não tinha controle, escolheram Hortênsia para levar suas preocupações aos triúnviros. (Durante a guerra as mulheres foram autorizadas a quebrar a tradição e a discursar em público.) Juntamente com um grande grupo de cidadãos interessados, as mulheres marcharam para o Fórum Romano, onde Hortênsia fez o seu famoso discurso. O historiador grego do século II, Apiano documentou o discurso de hortênsias.

"Você já nos privou de nossos pais, de nossos filhos, de nossos maridos, e dos nossos irmãos, a quem acusou de ter ofendido você; se você tirar a nossa propriedade também, irá nos reduzir a uma condição imprópria de nosso nascimento, nossos costumes, do nosso sexo. Por que devemos pagar impostos quando nós não temos parte nas honras, ou nos comandos, para o qual você luta um contra o outro, com tais resultados danosos? "Porque este é um tempo de guerra, você diz? Quando não houvesse guerras, e quando os impostos já foram impostos as mulheres, que são isentos pelo seu sexo entre toda a humanidade?"

Hortênsia também questionou como poderiam taxar as mulheres, mas exclui-las dos cargos públicos. Apiano citou Hortênsia, afirmando: "Por que devemos pagar impostos quando não compartilhamos dos escritórios, honras, comandos militares, pelo qual vocês lutam entre vocês, mesmos com resultados tão prejudiciais?"

### Impacto do discurso
No dia seguinte, os três membros do triunvirato reduziram o número de mulheres que estariam sujeitas ao imposto para 400, e, compensaram a perda de receitas, fazendo empréstimos de dinheiro para o estado a proprietários masculinos, e forçando-os a contribuir para as despesas da guerra .

### Elogio
O discurso de Hortênsia foi mais tarde elogiado pelos contemporâneos como uma encarnação da técnica oratória e das nuances que seu pai tinha conhecido. Com isso, Apiano escreveu ainda:

"Ao trazer de volta a eloquência de seu pai, ela provocou uma remissão da maior parte dos imposto. Quinto Hortênsio viveu novamente na linhagem feminina com as palavras de sua filha".

## Na cultura popular
Hortênsia é o personagem principal e sujeito da novela de 2016 'Rivais da República' de Annelise Freisenbruch